# Опускні споруди
Опускні споруди (рос. опускные сооружения, англ. drop structures, нім. Absenkanlagen f pl, Absenkkonstruktionen f pl) – підземні споруди різного призначення, конструкції яких зводяться на земній поверхні, а потім опускаються на проектну глибину. 

## Різновиди
Розрізняють О.с.: опускні колодязі, опускне кріплення, опускні секції, опускні тунелі-кесони. 
- Сучасні опускні колодязі являють собою порожнисту, відкриту зверху і знизу оболонку будь-якого в плані контуру, виконану з матеріалу, що має достатню міцність, яка опускається, як правило, за рахунок власної ваги в глибину масиву по мірі виймання з неї ґрунту. Опускні колодязі широко застосовуються в США, Японії, Франції і ін. країнах для спорудження фундаментів споруд різного призначення і підземних захисних та огороджувальних конструкцій, таких, як сховища, гаражі, місця розміщення різного роду установок тощо. У перспективі – широке використання опускних колодязів на ГЗК при будівництві корпусів крупного дроблення руд, насосних станцій, а також при освоєнні підземного простору великих міст для розміщення водозабірних каналізаційних насосних станцій, підземних складів тощо.

- Опускне кріплення – різновид опускного колодязя, що застосовується при будівництві гирл стовбурів у нестійких водоносних породах або ж стовбурів невеликої глибини (до 50 м) в умовах міської забудови поблизу будівель, споруд, що не допускають деформацій поверхні.

- Опускні секції застосовуються при будівництві підводних тунелів. Секція являє собою окрему ланку підводного тунелю довжиною до 150 м, що виготовляється із залізобетону на стапелях або в сухому доці і сплавляється до місця прокладання тунелю.

- Опускні тунелі - кесони використовуються при будівництві в найскладніших інж.-техн. умовах, коли інші способи (заморожування порід, тампонаж, стіна в ґрунті) виявляються неефективними або зовсім неприйнятними. Тунель, як і при застосуванні опускних секцій, монтують з готових секцій, але опускання їх на проектну глибину виконується кесонним способом. Для цього перед зануренням торці секцій закривають тимчасовими діафрагмами, під основою по периметру влаштовують кесонну камеру висотою бл. 3 м. Опускання тунелю-кесона під дією власної ваги досягається за рахунок влаштування внизу кесонної камери ножової частини опускного колодязя. У кесонній камері постійно підтримується надлишковий тиск повітря, що перевищує гідростатичний тиск води. Завдяки цьому вода із вибою кесонної камери відтискується, ґрунти частково осушуються. По мірі їх виймання опускний тунель-кесон занурюється. По досягненні секцією проектних позначок кесонна камера заповнюється бетоном, і, таким чином, в основі конструкції утворюється бетонна плита.